# Place Alfred-Dreyfus
Place Alfred-Dreyfus (náměstí Alfreda Dreyfuse) je náměstí v Paříži. Nachází se v 15. obvodu.

## Poloha
Trojúhelníkové náměstí tvoří křižovatka ulic Avenue Émile-Zola, Rue du Théâtre a Rue Violet.

## Historie
Náměstí bylo pojmenováno 5. července 2000 podle Alfreda Dreyfuse (1859-1935). Při té příležitosti byl instalován i jednoduchý pomník s citátem Émila Zoly, který se prosazoval za Drayfusovo osvobození.